# Château des comtes de Montbéliard-Wurtemberg
Le château des comtes de Montbéliard-Wurtemberg est un monument historique situé à Riquewihr, dans le département français du Haut-Rhin.

## Localisation
Ce bâtiment est situé au 3 cour du Château à Riquewihr.

## Historique
L'édifice fait l'objet d'un classement au titre des monuments historiques depuis 1900.

## Architecture

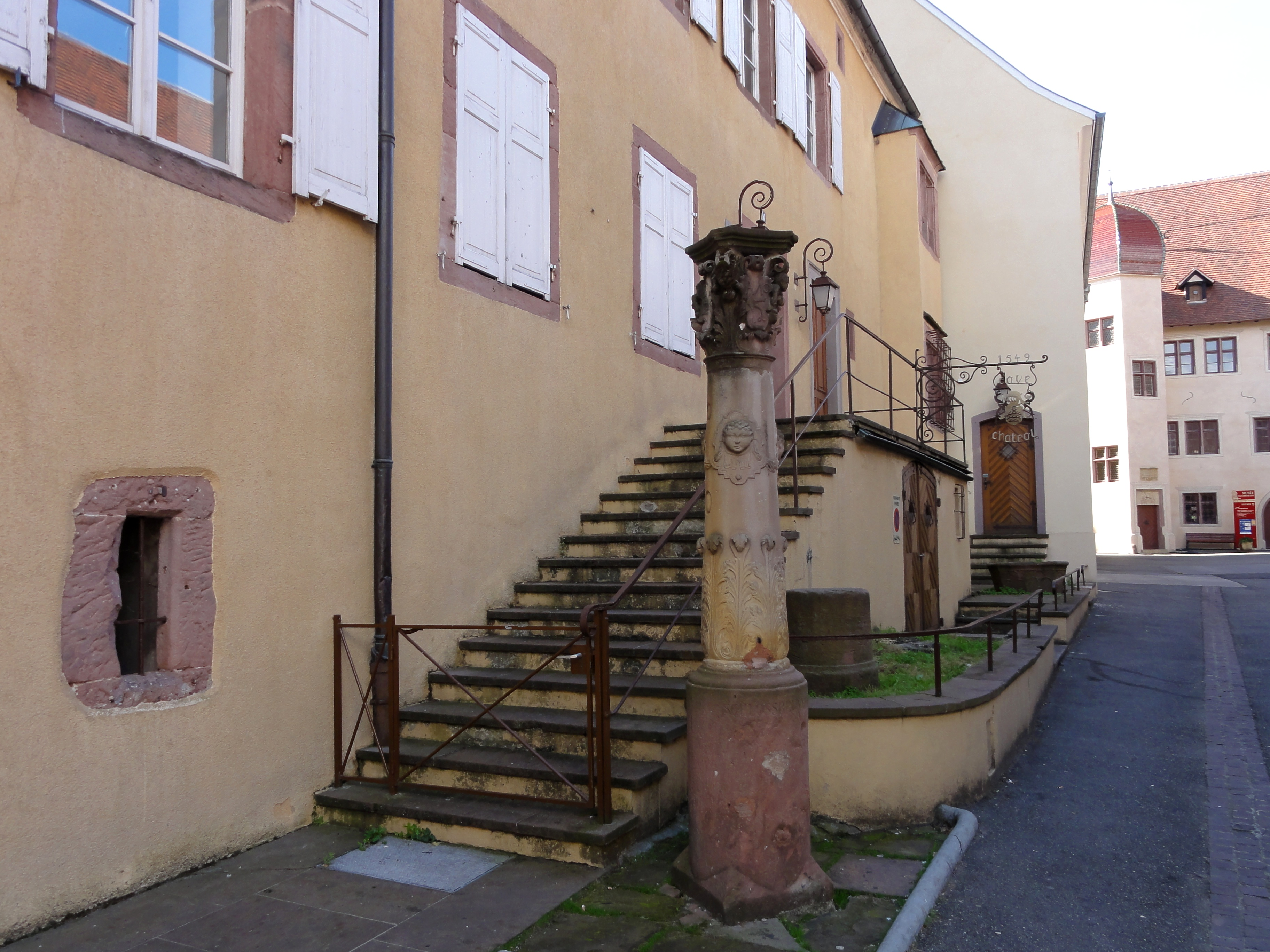
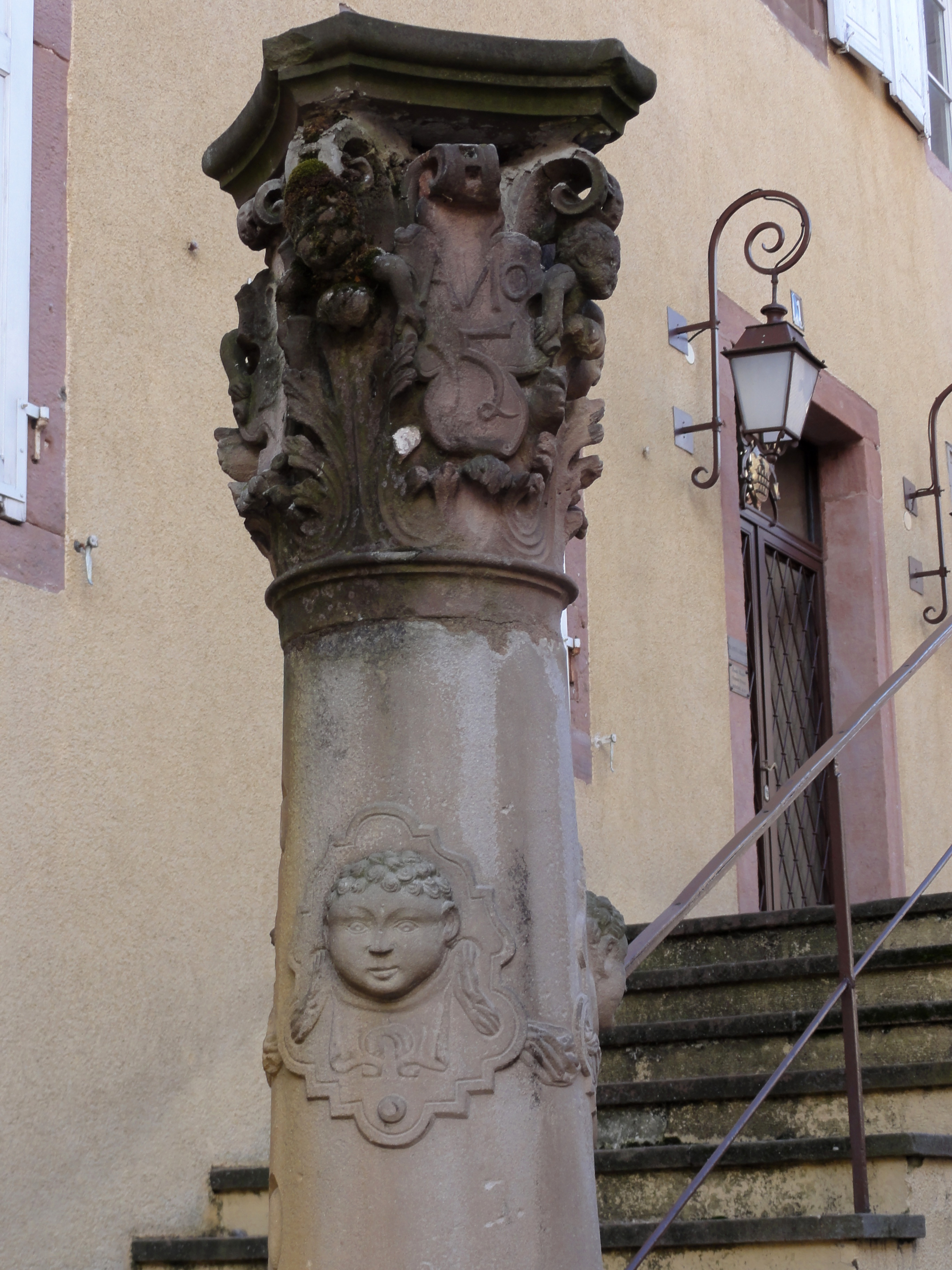
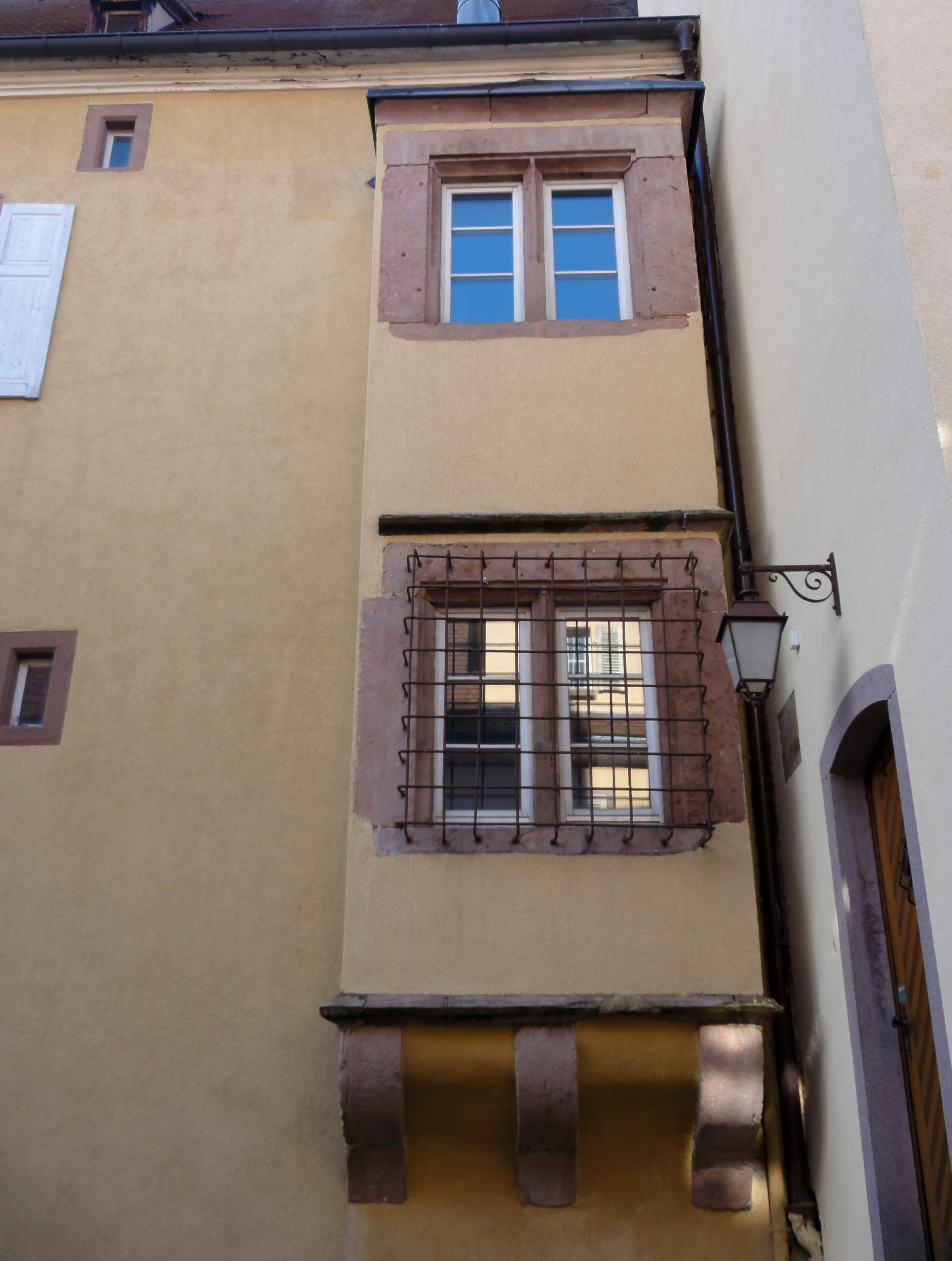
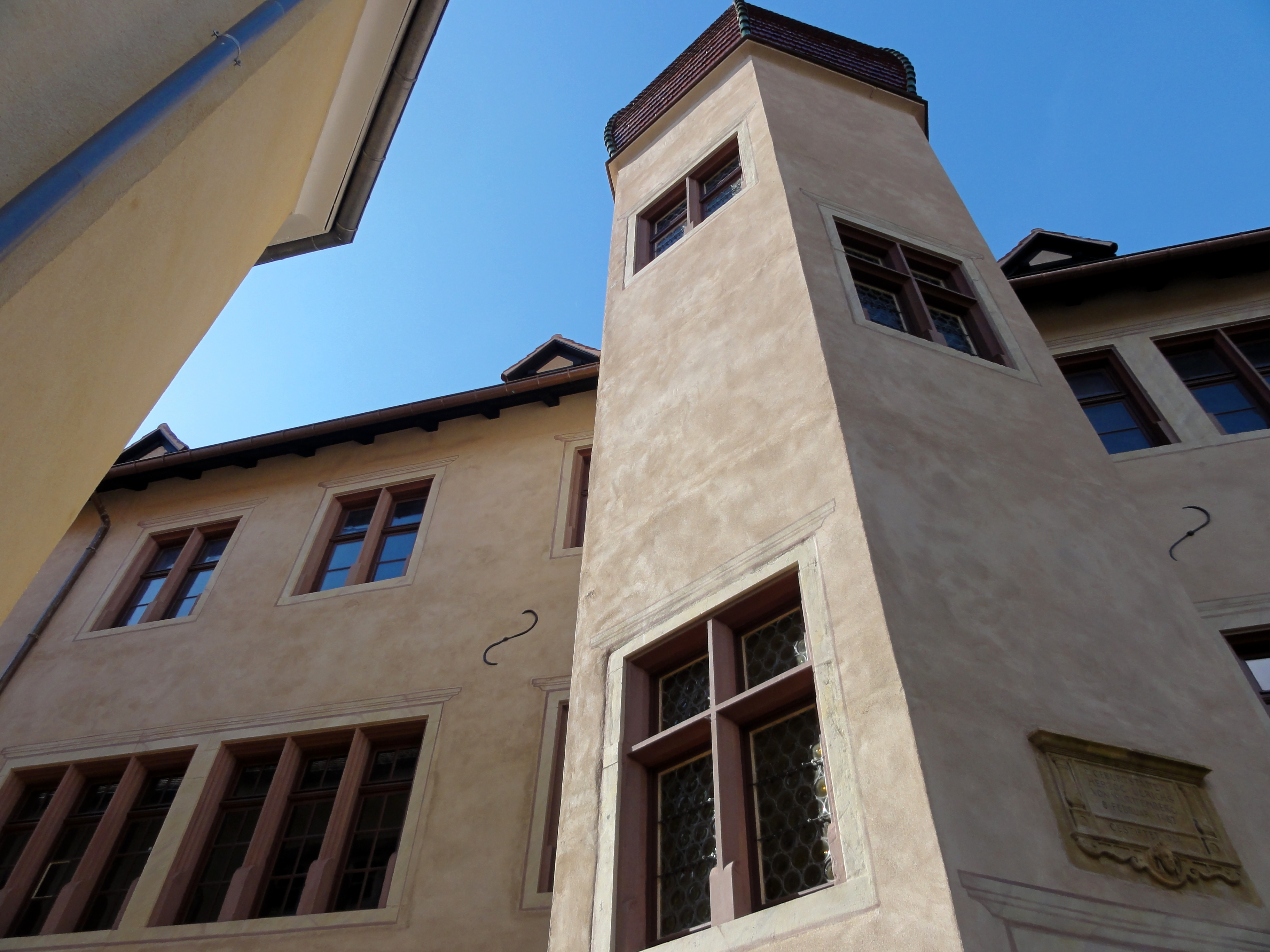
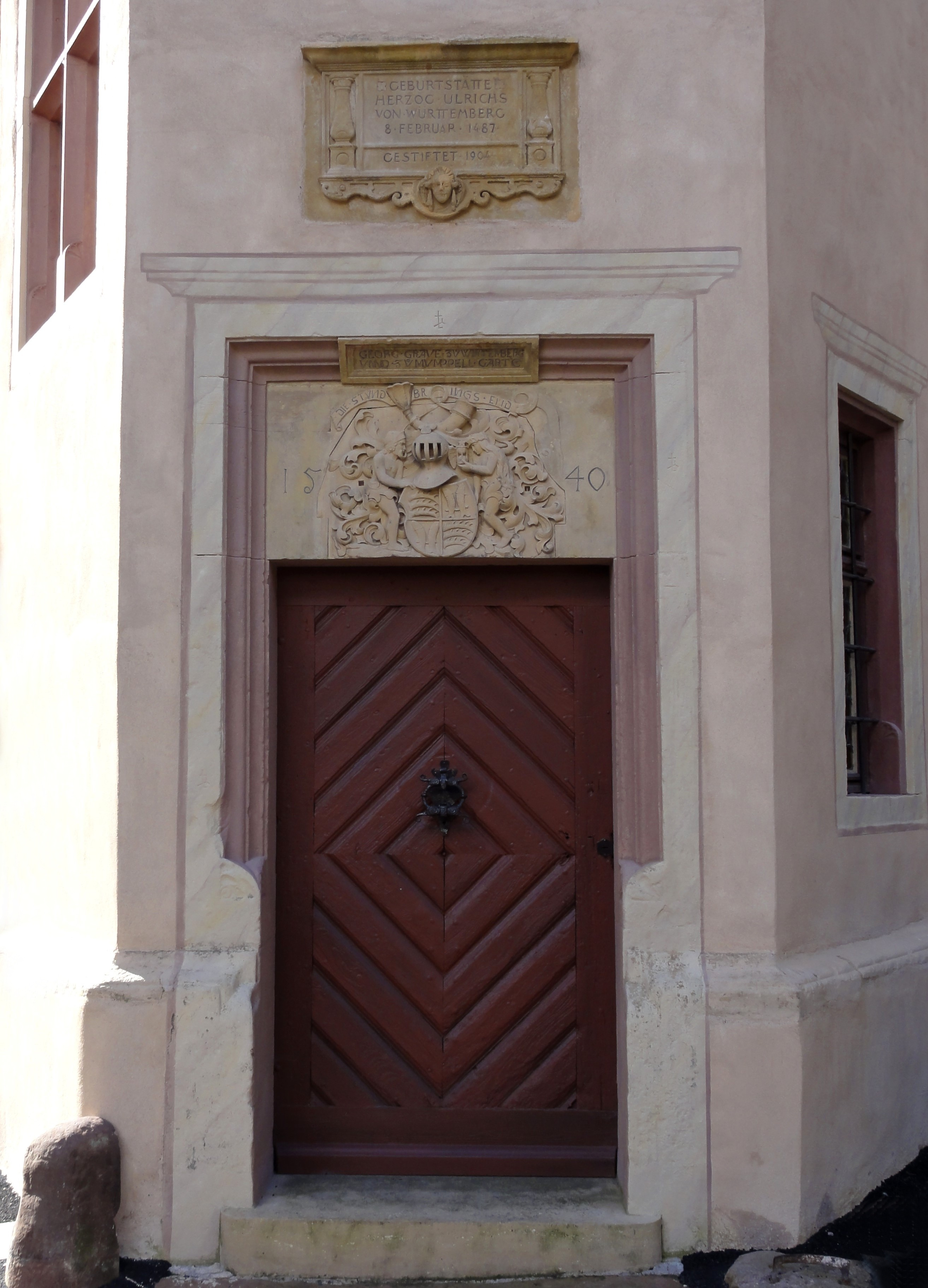
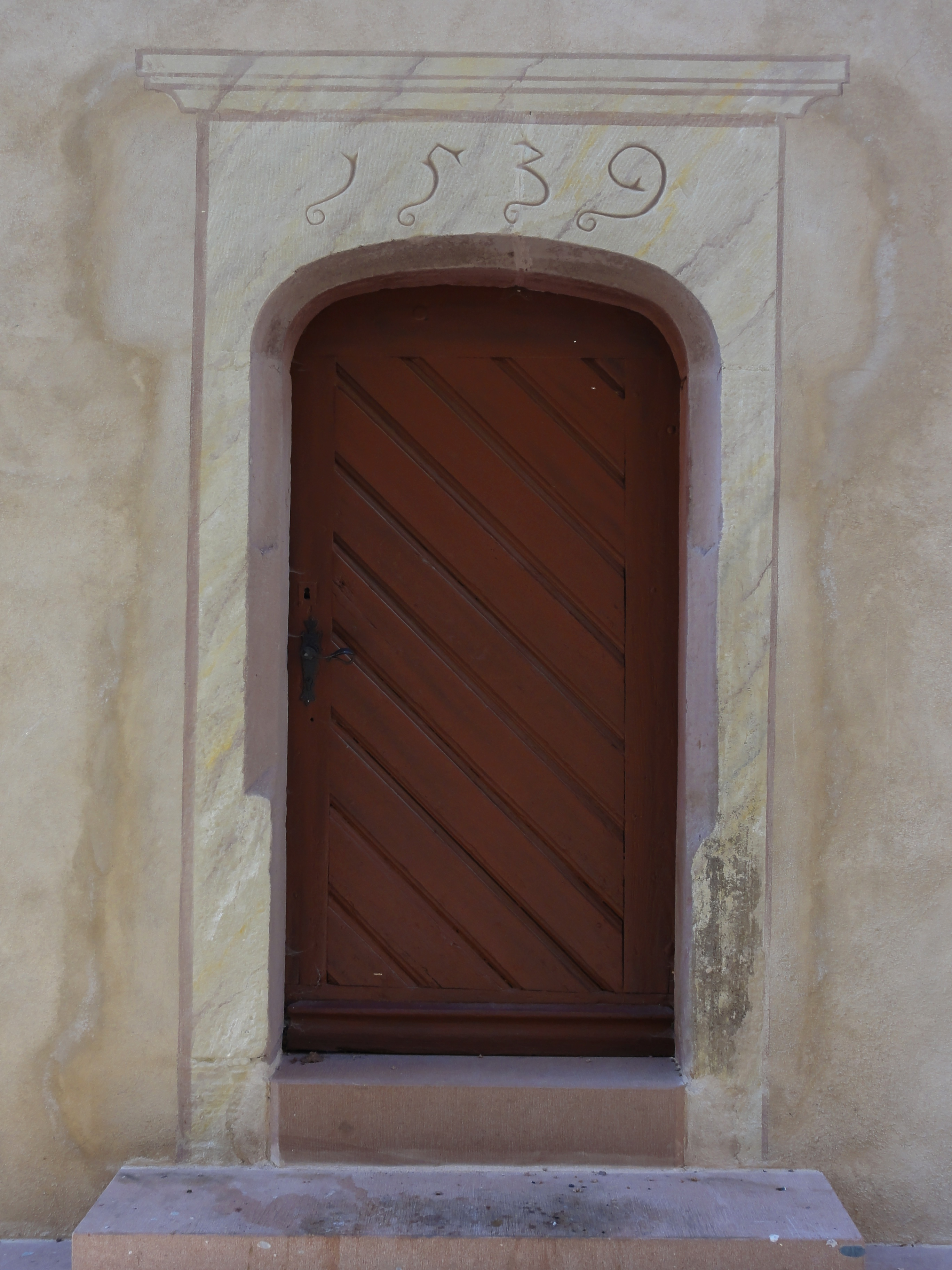
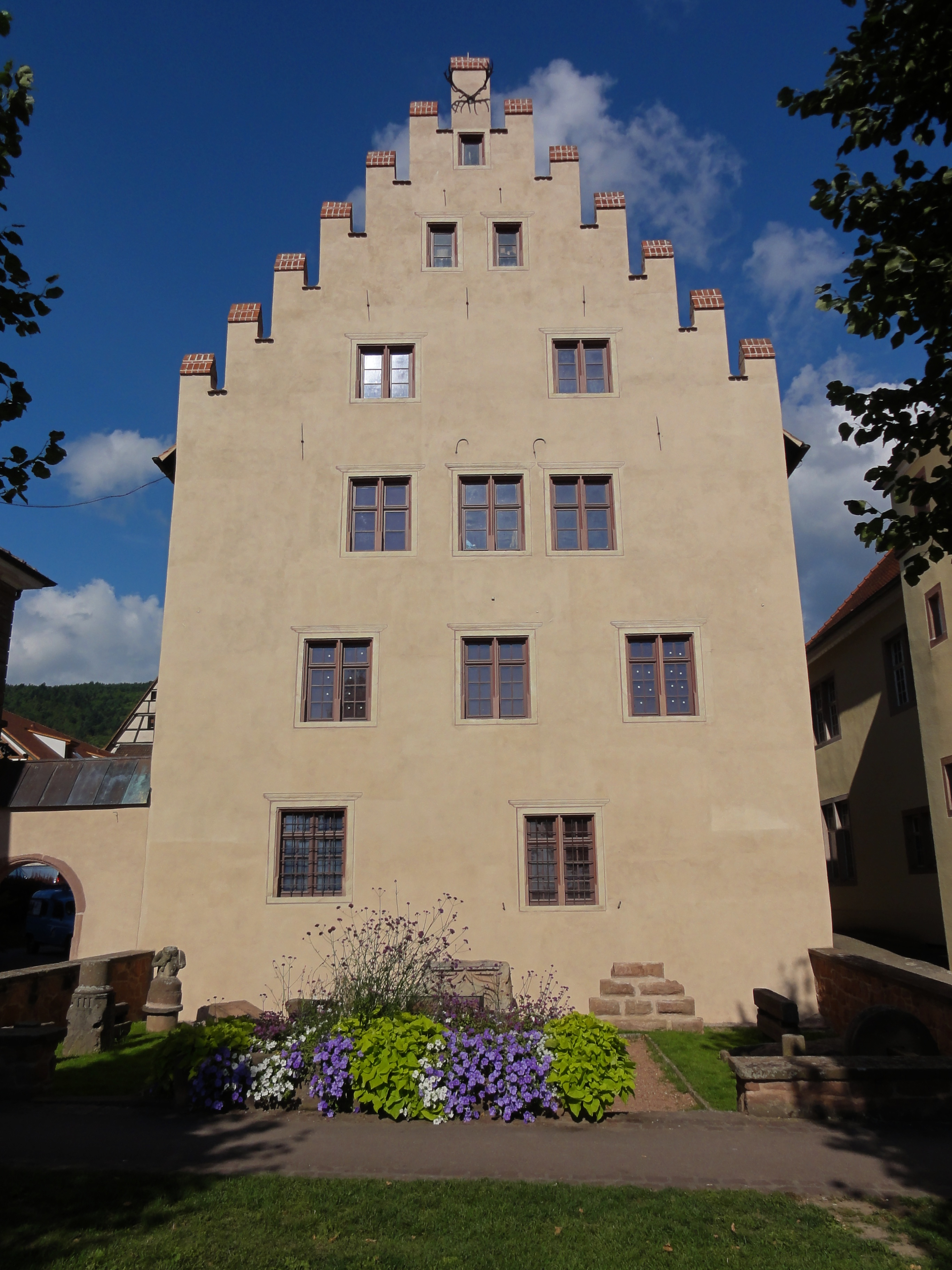
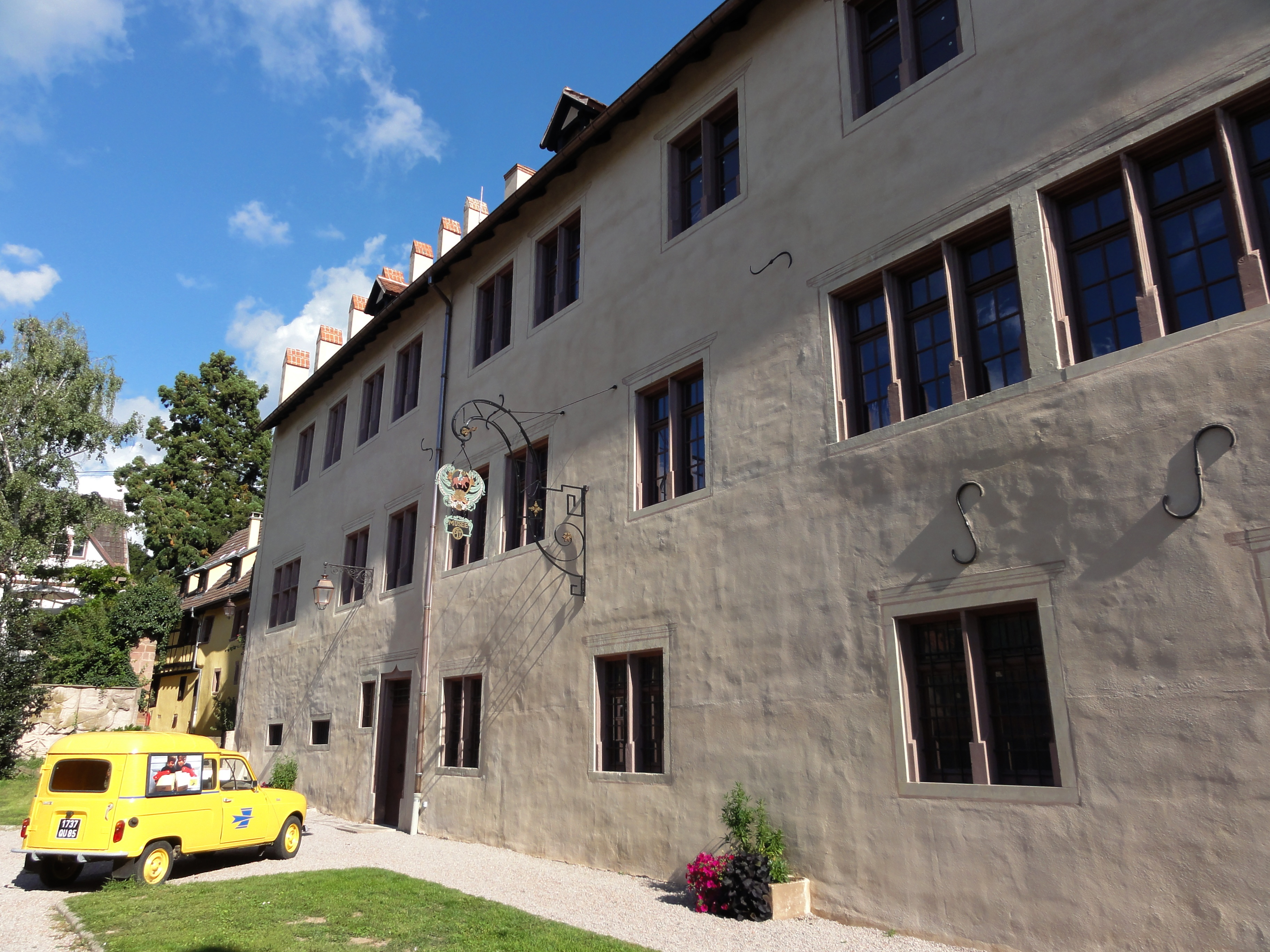
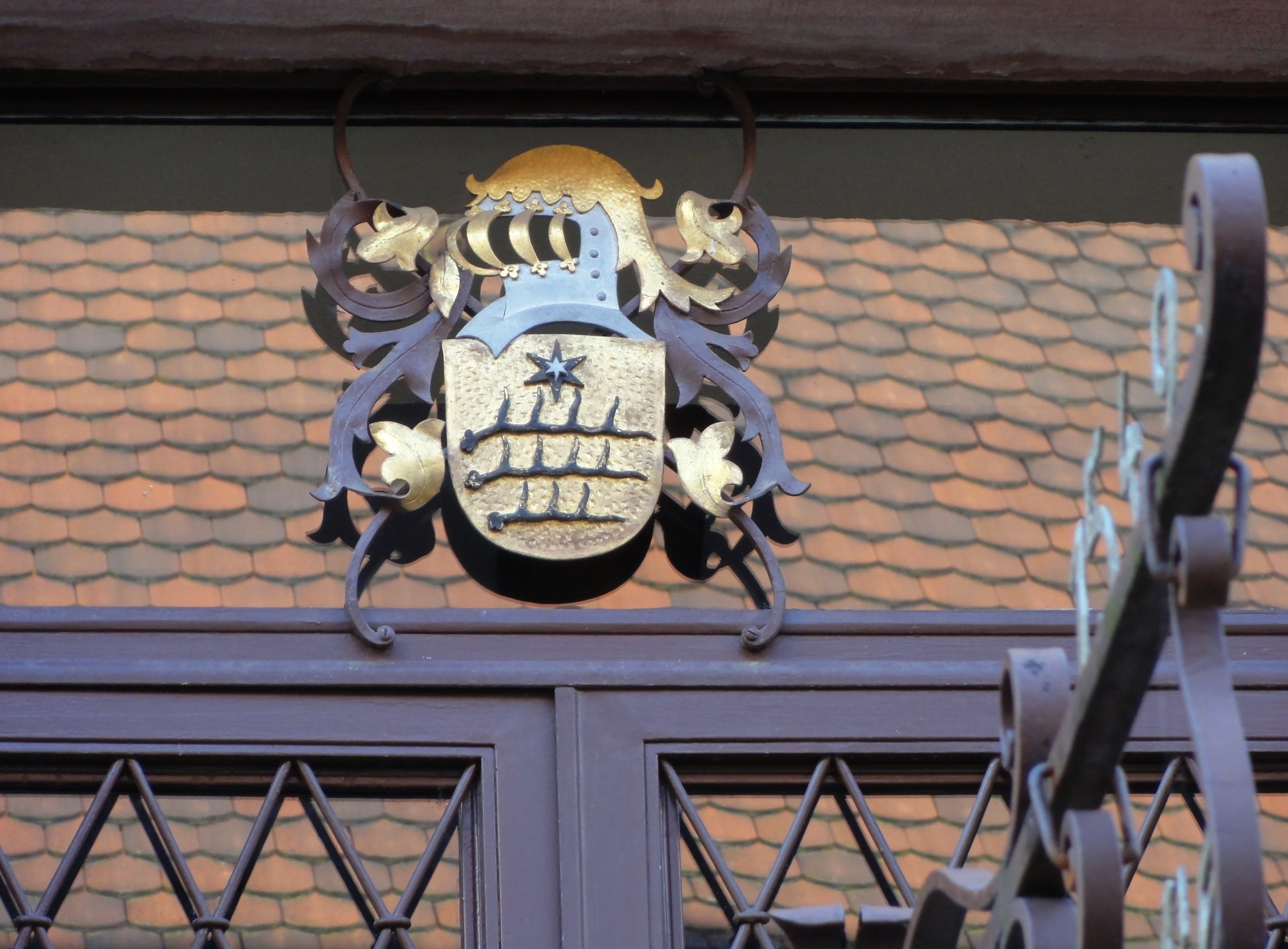